# Historic Broadway (métro de Los Angeles)
Historic Broadway est une station de métro américaine à Los Angeles, en Californie. Située le long du Regional Connector entre Grand Av Arts/Bunker Hill et Little Tokyo/Arts District, elle est desservie par les lignes A et E du métro de Los Angeles depuis sa mise en service le 16 juin 2023.